# 45e régiment de transmissions
Le 45e régiment de transmissions implanté à Montélimar depuis le 1er juin 1966, a été dissous le 30 juin 2000 à la suite d'une profonde réorganisation de l'Arme des Transmissions.
En attendant une élaboration un peu plus affinée de cette présente page, des renseignements sur le 45e régiment de Transmissions peuvent être trouvés sur le site de l'Amicale des anciens du 45e régiment de transmissions et transmetteurs Drôme-Ardèche.
Ce site, créé et mis à jour par le président de l'Amicale, Honoré Maillet est dédié aux militaires ayant servi au sein du 45e mais aussi à tous les camarades transmetteurs et à tous les internautes qui portent un intérêt à l'Arme des Transmissions et au souvenir de ce régiment en particulier.

## Devisedu45erégimentde transmissions
"Croire et Vouloir"
Dans l'un de ses derniers messages, quelques jours avant la dissolution du régiment, le colonel Jean Hodès, dernier chef de corps a écrit :

« Notre devise ("Croire et Vouloir") surgit du passé, pour s'imposer au présent et guider nos pas demain, où que nous soyons. Conservons-la comme référence et comme guide ; ainsi, l'âme et l'esprit du "45" perdureront ».

## Insigne de tradition du45erégimentde transmissions
L'insigne du 45e régiment de transmissions est celui des Transmissions d'AFN portant en surimpression le numéro du régiment.

En forme d'écu français ancien, liseré d'or, il comporte :.
- - un T de couleur bleu foncé sur fond bleu ciel, signe distinctif de l'Arme des Transmissions,

- - une étoile enveloppée de foudres, ancien signe distinctif des sapeurs télégraphistes,

- - un croissant, signe distinctif de l'Armée d'Afrique.

Fabriqué par DRAGO à partir du mois de février 1947, cet insigne est homologué sous le n° H 328 par D.M. no 10 780/EMA/3.I du 29 octobre 1947.
Quand en 1966, le 45e RIT est recréé à Montélimar, c'est à nouveau cet insigne qui est porté par ses transmetteurs.

## Drapeau du régiment

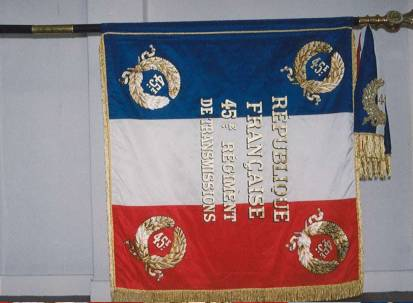
Drapeau du 45e RT

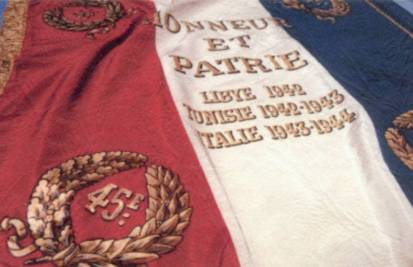
Drapeau du 45e RT

Il porte, cousues en lettres d'or dans ses plis, les inscriptions,:
- LIBYE 1942,
- TUNISIE 1942 - 1943,
- ITALIE 1943 - 1944,
- AFN 1952 - 1962

Le régiment a eu trois drapeaux :
1. Le 7 décembre 1946, le général Merlin, inspecteur de l'Arme des Transmissions, remet le premier drapeau au lieutenant-colonel Saulnier, commandant le régiment qui était alors installé à Maison-Carrée, dans le Bordj.
2. En 1965, compte tenu du mauvais état dans lequel se trouve l'emblème confectionné en 1946, il est décidé la confection d'un drapeau neuf. Le 8 novembre 1965, l'École supérieure technique des Transmissions (ESTT) qui avait alors la garde du drapeau du 45e RT, reçoit le drapeau neuf en échange du premier qui est reversé au Musée de l'armée. Le 1er juin 1966, le 45e régiment d'Instruction des Transmissions est recréé à Montélimar. L'emblème jusque-là confié à l'ESTT gagne Montélimar et est remis, le 9 décembre 1966, au lieutenant-colonel Le Guillou, chef de corps du 45e RIT.
3. Le troisième drapeau est remis au corps le 27 janvier 1992. Le 18 mai 2000, lors de la cérémonie de dissolution du 45e régiment de Transmissions, le colonel Jean Hodès, chef de corps, a remis le drapeau au général Sandou, directeur des télécommunications et de l'Informatique en Région militaire de Défense de Lyon. Le drapeau a quitté la place d'armes de la caserne Saint-Martin, roulé et porté par l'adjudant-chef Bock, président des sous-officiers du régiment. Il a été ensuite remis au Service historique de la défense (ex-SHAT) à Vincennes, le 24 mai 2000.

## Mémoire
En 2020, pour le 20e anniversaire de la dissolution du régiment, une cérémonie est organisée permettant de dévoiler une plaque commémorative en souvenir du régiment, des camarades et du sacrifice de certains d'entre eux. La cérémonie a lieu dans le quartier Saint-Martin.

## Les chefs de corps

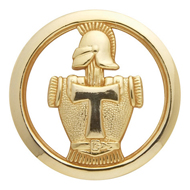
Insigne de béret des transmissions

- 45e BATAILLON DE TRANSMISSIONS

Caserne Lemercier à HUSSEIN-DEY puis au Bordj de MAISON-CARREE
| Nom                           | Dates                                    |
| ----------------------------- | ---------------------------------------- |
| Chef de bataillon Guérin Jean | du 1er octobre 1942 au 9 novembre 1942   |
| Chef de bataillon Raymond     | du 10 novembre 1942 au 30 septembre 1943 |
| Lieutenant-colonel Michel     | du 1er octobre 1943 au 31 octobre 1945   |

- RECREATION DU 45e BATAILLON DE TRANSMISSIONS

Le 1er novembre 1945 par D.M. n° 4.541 EMA/1 du 9 octobre 1945
| Nom                             | Dates                                 |
| ------------------------------- | ------------------------------------- |
| Chef de bataillon Revil Jacques | du 1er novembre 1945 au 30 avril 1946 |

- 45e REGIMENT DE TRANSMISSIONS

Le 1er mai 1946 par D.M. n° 3753 EMA/1 du 21 mars 1946
| Nom                              | Dates                                     |
| -------------------------------- | ----------------------------------------- |
| Chef de bataillon Revil Jacques  | du 1er mai 1946 au 5 juin 1946            |
| Colonel Saulnier Marcel          | du 6 juin 1946 au 31 mars 1947            |
| Colonel Poirot Gaston            | du 1er avril 1947 au 9 juin 1951          |
| Lieutenant-colonel Le Bras André | du 10 juin 1951 au 14 septembre 1951      |
| Colonel Rio Léon                 | du 15 septembre 1951 au 3 septembre 1953  |
| Colonel David Jean               | du 4 septembre 1953 au 9 septembre 1955   |
| Colonel Mettavant René           | du 10 septembre 1955 au 10 septembre 1957 |
| Colonel Robert Guy               | du 11 septembre 1957 au 30 septembre 1958 |

- 45e REGIMENT D'INSTRUCTION DES TRANSMISSIONS

Créé le 1er octobre 1958 par D.M. n° 11.519/EMA/I.OS du 10 juillet 1958
| Nom                       | Dates                                   |
| ------------------------- | --------------------------------------- |
| Colonel Robert Guy        | du 1er octobre 1958 au 5 septembre 1959 |
| Colonel Grosgeorges Roger | du 16 septembre 1959 au 30 août 1961    |
| Colonel Guiot andré       | du 31 août 1961 au 15 août 1962         |

Le 45e REGIMENT D'INSTRUCTION DES TRANSMISSIONS (RIT) quitte Maison-Carrée le 17 juillet 1962.
Il est dissous au C.O.T. de Sissonne le 15 août 1962 par D.M. n° 14 094/EMA/I.OS du 4 septembre 1962.
- RECREATION DU 45e REGIMENT D'INSTRUCTION DES TRANSMISSIONS (à Montélimar, quartier Saint Martin)

Recréation du 45e R.I.T. à Montélimar le 1er juin 1966 par D.M. N° 5623/EMAT/I.OSC du 3 mai 1966.
| Nom                       | Dates                                     |
| ------------------------- | ----------------------------------------- |
| Colonel Le Guillou        | du 1er juin 1966 au 21 novembre 1967      |
| Colonel Delamalle Jacques | du 22 novembre 1967 au 9 septembre 1970   |
| Colonel Kerjean Louis     | du 10 septembre 1970 au 15 septembre 1972 |
| Colonel Pozzo di Borgo    | du 16 septembre 1972 au 27 juin 1974      |
| Colonel Camus Michel      | du 28 juin 1974 au 31 juillet 1976        |

- RECREATION DU 45e REGIMENT DE TRANSMISSIONS  (MONTELIMAR)

Créé le 1er août 1976 par D.M. N° 19.471/DEF/EMAT/MO.O.CD du 16 juin 1976
| Nom                             | Dates                                 |
| ------------------------------- | ------------------------------------- |
| Colonel Camus Michel            | du 1er août 1976 au 3 août 1976       |
| Colonel Asnard Rolland          | du 4 août 1976 au 8 août 1978         |
| Colonel Maillard Maurice        | du 9 août 1978 au 11 août 1980        |
| Colonel Noiriel Jacques         | du 12 août 1980 au 11 août 1982       |
| Lieutenant-colonel Jacques Paul | du 12 août 1982 au 2 août 1984        |
| Colonel Benard André            | du 3 août 1984 au 31 juillet 1986     |
| Colonel Bernot Michel           | du 1er août 1986 au 27 juillet 1988   |
| Colonel Bordelles Jean          | du 28 juillet 1988 au 30 juillet 1990 |
| Colonel Vagner Guy              | du 31 juillet 1990 au 30 juillet 1992 |
| Colonel Borderies René          | du 31 juillet 1992 ai 27 juillet 1994 |
| Colonel Ghilaci Djelloul        | du 21 juillet 1994 au 31 juillet 1996 |
| Colonel Bouchaud Guy            | du 1er août 1996 au 30 juillet 1998   |
| Colonel Hodès Jean              | du 31 juillet 1998 au 30 juin 2000    |

## Historique

### Jusqu'à laPremière Guerre mondiale
Le "45" n'existe pas encore. Cependant l'historique du 45 est indubitablement lié à celle de l'Arme des Transmissions qui ne prendra naissance que plus tard, le 1er juin 1942.
La mission de transmettre remonte à la nuit des temps mais l'on peut fixer toutefois l'emploi militaire de la télégraphie électrique vers les années 1850.
Le Génie militaire se voit confier les premières expériences concernant le déploiement et le repliement des lignes. Le 24 juillet 1900, le Parlement vote une loi organisant, sur des bases militaires, le Service Télégraphique de première ligne. Le but de cette loi est de mettre entre les mains du Commandement un organe constitué et toujours prêt, formé de spécialistes connaissant parfaitement les matériels.

### La Première Guerre mondiale
Pendant la Première Guerre mondiale, bien que les techniques ne connaissent pas d'évolution considérable, les Unités de Transmissions se développent pourtant très notablement. En 1915, il y avait 24 Compagnies de Télégraphistes et 9 Sections de radiotélégraphistes. À la fin du conflit, il y en avait respectivement 148 et 29.

### LaSeconde Guerre mondiale

#### Naissance du45eBataillon de Transmissions
À la faveur des mesures de réorganisation de l'Armée d'Armistice, le Colonel Henri Zeller, chef du Premier Bureau, soumettait à signature le document précisant la création de l'Arme des Transmissions. Le 4 mai 1942, le Général Bridoux, secrétaire d'État à la Guerre du gouvernement de Vichy signait la dépêche no 3600/EMA-1 qui créait, à dater du 1er juin 1942, l'Arme des Transmissions.
Le 45e Bataillon de Sapeurs Télégraphistes du 19e Régiment du Génie (I/19 RG) complété par le personnel et les matériels dissimulés au sein même de l'Armée pendant l'occupation donne naissance au 45e Bataillon de Transmissions qui dispose de 4 compagnies (Message ministériel no 6781 EMA/1 du 11 août 1942)
3 compagnies stationnées à la Caserne Lemercier à Hussein Dey en Algérie (7e, 8e et 9e compagnie)
1 compagnie stationnée au Kroubs (département de Constantine, la 10e compagnie à la disposition du Général commandant les troupes d'Oranie)
Il existe en plus un centre d'instruction dépendant du 19e Régiment du Génie à Douera (20 km de Hussein Dey) et un parc de matériels basé à l'Aouch Adda.
Le commandant du Bataillon est le Chef de Bataillon GUERIN Jean et son adjoint le Capitaine BOUCLEY Émile.
La caserne Lemercier à Hussein Dey est considérée comme étant le berceau du 45e Bataillon de Transmissions puisque c'est dans ses murs que s'est formé le bataillon des Sapeurs Télégraphistes.
Devant l'importance grandissante des Transmissions, le 45e Bataillon de Transmissions s'installera dans le Bordj de Maison-Carrée.
L'appellation des hommes de troupe reste pendant les premiers temps « Sapeurs Télégraphistes ».
Détails vestimentaires : les militaires des Transmissions conserveront la tenue du Génie à l'exception des écussons qui seront en velours noir avec soutaches, chiffres et attributs bleu ciel pour les hommes de troupe, soutaches bleu ciel avec les attributs dorés pour les sous-officiers et officiers. En outre, en égard à ses origines, l'Arme des Transmissions adoptait sur ses boutons la cuirasse et le pot-en-tête portant un T en surimpression.

### L'après Seconde Guerre mondiale et la guerre d'Algérie
Le 45e régiment de transmissions, basé en Algérie fut proposé pour l’inscription « AFN », au titre de formateur des transmetteurs du 1er juillet 1958 au 17 juillet 1962 sous la dénomination de 45e RIT.

### Depuis la guerre d'Algérie à nos jours
Provisoirement dissous en 1962, le 45e régiment d’instruction des transmissions renaît en 1966 et s’implante à la caserne Saint-Martin de Montélimar, au nord de la ville, en bordure de la nationale 7, où les transmetteurs se succèdent pendant plus de trois décennies.
Le nom de l’unité est simplifié en 45e régiment des transmissions en 1976 mais l’instruction reste sa principale raison d’être. Il forme en effet des transmetteurs pour d’autres corps, et assez peu pour les conserver lui-même. Des soldats des troupes parachutistes, de la légion ou de l’infanterie de marine viennent se former à la radio et aux techniques de communications militaires pour quelques semaines ou mois puis repartent dans leur corps d’origine. Les appelés du régiment sont instruits pendant leur premier mois de classes au camp de Donzère, à une quinzaine de kilomètres au sud de Montélimar, puis affectés pour deux mois à la caserne Saint-Martin pour parfaire leur apprentissage du langage Morse ou d’autres moyens de communication à distance, avant de poursuivre leur service dans les chasseurs-alpins, l’infanterie ou d’autres armes, tandis qu’une minorité reste sur place après sa formation.
De 1981 à 1984, le régiment fait partie de la 31e brigade. 
Le 30 juin 2000, le régiment est dissous. Ses compagnies sont absorbées par le 28e Régiment de Transmissions d'Issoire, qui devient par cette occasion un régiment mixte "forces" et "infrastructure". Ainsi, la 4e compagnie, de Marseille, devient la 8e compagnie du 28e RT.

## Source et bibliographie
- Amicale des Anciens du 45e Régiment de Transmissions et Transmetteurs Drôme - Ardèche. 21 rue Béla Bartok  26200  Montélimar.